# Bouvardia obovata
Bouvardia obovata är en måreväxtart som beskrevs av Carl Sigismund Kunth. Bouvardia obovata ingår i släktet Bouvardia och familjen måreväxter. Inga underarter finns listade i Catalogue of Life.